# Tangens
Tangens (tan, ibland tg) är en trigonometrisk funktion och definieras som 
{\displaystyle \tan \alpha ={\frac {\sin \alpha }{\cos \alpha }}}
Alternativt kan tangens definieras med hjälp av en rätvinklig triangel
med vinkeln α mellan en katet och hypotenusan. Tangens för α är förhållandet mellan längden av motstående katet och längden av närstående katet:
{\displaystyle \tan \alpha ={\frac {a}{b}}}
Om z är komplext gäller
{\displaystyle \tan z={\cfrac {e^{\mathrm {i} z}-e^{-\mathrm {i} z}}{\mathrm {i} (e^{-\mathrm {i} z}+e^{\mathrm {i} z})}}}
Tangensfunktionen definieras också av serieutvecklingen
{\displaystyle \tan x=x+{\frac {1}{3}}x^{3}+{\frac {2}{15}}x^{5}+{\frac {17}{315}}x^{7}+\cdots ;\,\,|x|<{\frac {\pi }{2}}}

## Egenskaper

### Samband mellan vinklar
{\displaystyle \tan(\alpha +\beta )={\cfrac {\tan \alpha +\tan \beta }{1-\tan \alpha \tan \beta }}}
{\displaystyle \tan(\alpha -\beta )={\cfrac {\tan \alpha -\tan \beta }{1+\tan \alpha \tan \beta }}}
{\displaystyle \tan(2\alpha )={\cfrac {2\tan \alpha }{1-\tan ^{2}\alpha }}}
{\displaystyle \tan {\cfrac {\alpha }{2}}={\cfrac {\sin \alpha }{1+\cos \alpha }}}
{\displaystyle \tan(\alpha +\beta +\gamma )={\cfrac {\tan \alpha +\tan \beta +\tan \gamma -\tan \alpha \,\tan \beta \,\tan \gamma }{1-\tan \beta \,\tan \gamma -\tan \gamma \,\tan \alpha -\tan \alpha \,\tan \beta }}}
{\displaystyle \tan \left(\sum _{1}^{N}=i\,\theta _{n}\right)={\cfrac {\prod _{n=1}^{N}(1-i\tan \theta _{n})-\prod _{n=1}^{N}(1+i\tan \theta _{n})}{\prod _{n=1}^{N}(1+i\tan \theta _{n})+(\prod _{n=1}^{N}(1-i\tan \theta _{n})}}}

### Derivata
{\displaystyle {\frac {d}{dx}}\tan x=\sec ^{2}x={\cfrac {2}{\cos 2x+1}}}

### Integral
{\displaystyle \int \tan x\,dx=-\ln \cos x+C}